# Marc Héridier
Marc Héridier (* 6. November 1840 in Chêne-Thônex (heute Gemeinde Chêne-Bougeries); † 19. März 1919 in Chêne-Bourg; heimatberechtigt in Chêne-Bourg) war ein Schweizer Jurist, Unternehmer und Politiker. Er gehörte zum radikalen Flügel der Freisinnig-Demokratischen Partei.

## Leben

### Familie
Marc Héridier war der Sohn von Jean Héridier, Tuch- und Lebensmittelhändler und dessen Ehefrau Andréanne (geb. Baud).
Mütterlicherseits war er ein Neffe des Berner katholischen Geistlichen Antoine Baud.
Er war mit der Modistin Françoise, der Tochter des Grundbesitzers Jean-Pierre Auvergne, verheiratet.

### Werdegang
Nach einem Studium der Rechtswissenschaften hielt sich Marc Héridier einige Zeit in Deutschland auf und war dann als Notar und Bankangestellter in Belgien tätig.
1861 übernahm er die väterliche Handelsfirma und war von 1864 bis 1875 Steuereinnehmer. Dazu betrieb er ein Notariat in Chêne-Bourg.

### Politisches und gesellschaftliches Wirken
Marc Héridier brachte Ende der 1860er Jahre eine Petition ein, in der gefordert wurde, die Gemeinden Bourg und Thônex zu trennen. Am 17. Februar 1869 wurde per Gesetz die Trennung vollzogen und zwei eigenständige Gemeinden geschaffen. In Thônex wurde daraufhin sein Vater Jean Héridier erster Bürgermeister der Gemeinde.
Er war im Gemeinderat von Chêne-Bourg vertreten und setzte er sich dafür ein, dass die Eisenbahnlinie der Bahnstrecke Genève–Annemasse durch die Ortschaft geführt wurde, dazu forderte er vom Bund den Erwerb des Bahnnetzes. 1885 war er beauftragt worden, Landverkäufe, die im Zuge des Baus der Bahnlinie Annemasse-Vollandes in den Gemeinden Chêne-Bourg und Thônex stattfanden, notariell zu beglaubigen. Hierbei erwarb er von einem Ehepaar ein Grundstück und trat als neuer Eigentümer gegenüber den staatlichen Schatzungsbeamten auf. Als neuer Eigentümer forderte er einen hohen Preis für sein Grundstück, dass der Schatzungsbeamte nicht zahlen wollte, weil er die Eigentumsverhältnisse nicht anerkannte. Hierauf klagte Marc Héridier, der zwar als neuer Eigentümer anerkannt wurde, jedoch mit dem Hinweis, dass er keine erhöhten Entschädigungsansprüche stellen könne.
1871 war er einer der Vorkämpfer der altkatholischen Bewegung von Genf und von 1881 bis 1887 Mitglied des Synodalrats der Schweizerischen Christkatholischen Kirche.
Er vertrat von 1870 bis 1878, von 1880 bis 1884, von 1892 bis 1894 sowie von 1910 bis 1913 die Radikalen im Genfer Grossrat; 1881 erfolgte seine Wahl zum Stadtpräsidenten.
Von 1875 bis 1879 und von 1880 bis 1883 (1881 Präsident und 1882 Vizepräsident) war er im Staatsrat und vom 26. November 1883 bis zum 1. September 1884 sowie vom 5. Dezember 1892 bis zum 1. Oktober 1893 im Ständerat.
Im Staatsrat leitete er, als Nachfolger des abgewählten Amédée Girod, das Polizei- und Justizdepartement.
Er setzte sich 1871 für die Abschaffung der Todesstrafe ein und war 1872 an einem Gesetz zur Verbesserung des Schulwesens sowie 1873 an der Gründung der Universität Genf und der Neuorganisation der Polizei beteiligt.
Bereits 1871 forderte er einen obligatorischen und unentgeltlichen Sekundarunterricht für arme Kinder sowie deren Möglichkeiten ein Stipendium zu erhalten.
1872 gehörte er einer Kommission im Grossrat an, die sich mit religiösen Fragen beschäftigte.
Er wurde 1873 Mitglied des Zentralkomitees der freisinnigen Katholiken in Zürich. 1874 war er Präsident des Pfarrrates in Chêne.
1888 wurde er Präsident des Komitees, das sich für den Bau eines Denkmals für den Erbauer des Gotthardtunnels, Louis Favre, in Chêne-Bourg einsetzte. Die feierliche Einweihung des Denkmals, das der Bildhauer Émile-Placide Lambert (1828–1897) unentgeltlich schuf und in Paris in der Giesserei von Henri Léon Thiébaut (1855–1899) gefertigt wurde, fand am 30. Juli 1893 statt.
Im Kulturkampf erwies er sich als Gegner Roms.

## Mitgliedschaften
Marc Héridier war von 1868 bis 1869 Mitglied in verschiedenen sozialistischen Organisationen.